# SFRS4
SFRS4‏ (Serine/arginine-rich-splicing factor 4) هوَ بروتين يُشَفر بواسطة جين SFRS4 في الإنسان.